# Флюенс
Флю́енс — физическая величина, интеграл по времени от плотности потока частиц или энергии. Иногда используется синонимичный термин «перенос».

## Флюенс частиц
Флюенсом частиц в случае направленного потока частиц называют отношение числа частиц dN, пересёкших перпендикулярную потоку элементарную площадь dS за некоторый заданный интервал времени, к этой элементарной площади. В случае диффузного поля частиц, флюенс в точке определяется как отношение числа частиц, проникших в элементарную сферу с центром в этой точке, к площади поперечного сечения этой сферы.
{\displaystyle \Phi _{N}={\frac {dN}{dS}}.}
Единицы измерения — м−2 (СИ) или см−2 (СГС). 1 м−2 — такой флюенс, при котором в объём сферы с площадью поперечного сечения 1 м² попадает одна частица.
Мощность флюенса частиц (плотность потока частиц) определяется как производная по времени от флюенса, накопленного за время t:
{\displaystyle {\dot {\Phi }}_{N}={\frac {d\Phi _{N}(t)}{dt}}.}

### Примеры применения
Флюенс применяется в радиационном материаловедении, активационном анализе, радиобиологии и радиационной медицине. Так, в НРБ-99/2009 используются пересчётные коэффициенты от флюенса моноэнергетичных фотонов, электронов и нейтронов к эффективной и эквивалентной дозе. Для различных материалов, использующихся в ядерных реакторах, устанавливаются предельные допустимые флюенсы нейтронов, превышение которых вызывает радиационные повреждения.
Понятие  «флюенс» электронов и/или дырок используется в микроэлектронике в контексте испытаний стойкости диэлектрика в МОП-структурах к длительному пропусканию тока. Для домноженного на элементарный заряд флюенса, вызывающего пробой, принято обозначение {\displaystyle Q_{bd}}, от англ. charge-to-breakdown, Кл/см2).

## Флюенс энергии
Относительно реже используется флюенс энергии — количество энергии, перенесённой частицами через элементарную площадку, перпендикулярную пучку (для случая пучка), или через поверхность элементарной сферы (для случая диффузного поля частиц). Эта величина измеряется в Дж/м², эрг/см² и т.п. В контексте электромагнитного излучения называется также энергетической или лучистой экспозицией.